# Olafur Gunnarsson
Olafur Gunnarsson, född 11 juni 1986 i Akureyri, Island, är en dansk före detta professionell ishockeyspelare (forward).

## Extern länk
- Presentation och statistik för Olafur Gunnarsson som spelare  på Elite Prospects.